# Michel Reiss
Michel Reiss (Frankfurt am Main, 23 de julho de 1805 — Frankfurt am Main, 27 de janeiro de 1869) foi um matemático alemão.
Foi o introdutor da relação de Reiss.

## Obras
- Reiss, M. (1867), Beiträge zur Theorie der Determinanten, Teubner